# Best Prom Ever

"Best Prom Ever" es el episodio número 20 de la primera temporada de How I Met Your Mother. Se transmitió el 1 de mayo de 2006 en los Estados Unidos. Tuvo la menor audiencia de la primera temporada (7.24 millones).

## Trama
Al comienzo del episodio, Marshall descubre que la ubicación donde él y Lily deben tener la boda, Van Smoot House, tiene un lugar para poder casarse. Se apuran para tener una cita, y esto hace que la boda sea en dos meses. Lily se estresa por el poco tiempo.
Marshall encuentra una banda para la boda, The 88, pero Lily no quiere aprobarla hasta que escuchen su canción ("Good Feeling" por Violet Femmes). La única manera de escucharlos es ir a una graduación donde estarán tocando. Lily decide ir al baile con Robin y Barney. Robin está emocionada, ya que nunca fue a una graduación, ya que estaba muy ocupada con competencias de hockey. Cuando llegan, encuentran a un guardia de seguridad, así que Lily y Robin ofrecen ser las citas de dos nerds, mientras Barney trata de encontrar otra manera de entrar. 
Mientras tanto, Ted y Marshall están haciendo las invitaciones de la boda en su "noche de hombres" hasta que Robin llama a Marshall y le pide que traiga los acordes para la canción. 
Ted y Marshall entran por la puerta de atrás, y encuentran a Barney vestido de tortuga. Marshall y Lily bailan mientras la música suena, y se ponen de acuerdo con que The 88 toque para su boda, mientras Ted baila con Robin, quien quiere tratar de reanudar su amistad. 

## Música
- The Verve Pipe - "The Freshmen"
- The 88 - "Hide Another Mistake"
- The 88 - "Head Cut Off"
- Violent Femmes - "Good Feeling"
- The 88 - "Good Feeling"